# Meromyza gansuensis
Meromyza gansuensis är en tvåvingeart som beskrevs av Shu Wen An och Yang 2005. Meromyza gansuensis ingår i släktet Meromyza och familjen fritflugor. Inga underarter finns listade i Catalogue of Life.